# Puente Cuscatlán (El Salvador)
El puente Cuscatlan es uno de los dos puentes más largos de El Salvador. Se ubica sobre el río Lempa, en el municipio de San Idelfonso, entre los departamentos de San Vicente y Usulután. El puente es parte de la carretera Panamericana, que conecta la zona oriental de El Salvador. Fue construido gracias a la donación que el Gobierno de Japón otorgó al Gobierno de El Salvador en 1998 para la reconstrucción de puentes y carreteras.
El puente Cuscatlán es gemelo del puente San Marcos Lempa, que se encuentra sobre la carretera del Litoral. Ambos poseen las mismas características y dimensiones, siendo construidos al mismo tiempo con los mismos diseños y planos que la empresa constructora utilizó. Entre los dos, el de más importancia es el puente Cuscatlán, porque la carretera Panamericana es la principal vía de comunicación en todos los países de América.

## Historia
El 1 de enero de 1984 el primer puente Cuscatlán fue dinamitado por la Guerrilla del FMLN. La zona oriental de El Salvador quedó aislada del resto del país, ya que el puente quedó destruido en su totalidad; la principal vía de acceso comercial y vial se cortó en este punto.
Quince años después de su destrucción, fue reconstruido. El presidente de ese entonces, Armando Calderón Sol, agradeció la ayuda del Gobierno de Japón, al donar US$ 9 millones (188 millones de colones) para la reconstrucción del puente Cuscatlán y por el total de US$ 18 millones para ambos puentes gemelos. En total, Japón otorgó 31 millones de dólares a El Salvador en 1998 como cooperación, para la construcción de puentes, dos plantas asfálticas para las zonas oriental y occidental y maquinaria pesada de construcción, para la rehabilitación de caminos.
La empresa italiana Rizzani de Eccher construyó el puente en dos años, en forma simultánea con el puente San Marcos Lempa. Este otro, ubicado sobre la carretera del Litoral, fue construido donde funcionó el destruido puente de Oro. Las obras avanzaron más lentas debido a una serie de tropiezos. Los primeros obstáculos se dieron cuando los constructores encontraron restos del antiguo puente de Oro, dinamitado por la guerrilla FMLN. El desentierro y retiro de las viejas estructuras fue un proceso difícil. Además, el huracán Mitch generó aún más retraso, porque las fuertes corrientes sobre el río Lempa dañaron algunas áreas del nuevo puente que ya habían sido edificadas.

## Descripción
El nuevo puente posee una longitud de 400 m y un total de 411 m incluyendo los puntos de acceso a ambos lados. Tiene una distribución de seis luces parciales de 60 m y 25 m ubicadas sobre el cauce principal del río.
Cuenta con fundaciones directas sobre macizo rocoso y pilares incrustados en el cauce del río, una superestructura formada por una viga de acero y concreto postensada de peralte.
A diferencia del puente anterior, la nueva infraestructura posee aceras en ambos lados de la vía, que facilitarán el paso peatonal. Cuenta con 4 carriles y hombros amplios para facilitar una futura ampliación".
- Empresa responsable de la construcción: Rizzani de Eccher.
- Tiempo en el que se construyó: 29 meses.
- Monto: US$ 9 M.
- Beneficiarios directos: 1 millón de habitantes.
- Beneficiarios indirectos: más de 7 millones de habitantes. Por estar ubicado el puente en una de las vías principales del país, como es la carretera Panamericana, sus beneficiarios indirectos son más de 7 millones, ya que por esta vía transita toda Centro América.

## Turismo
El puente en sí es una gran obra de ingeniera, ya que la carretera Panamericana lo requiere por su gran volumen de tránsito en el interior del país como internacional. Su impresionante estructura hace detenerse para apreciar la vista del río, la presa 15 de septiembre y la vegetación. El puente es una vía de gran importancia para todas las zonas de potencial turístico importante en la región, ya que por mucho años se vio restringido el acceso a esas zonas, porque el antiguo puente lo destruyó la guerrilla del FMLN.